# Bordes (Pireneje Atlantyckie)
Bordes – miejscowość i gmina we Francji, w regionie Nowa Akwitania, w departamencie Pireneje Atlantyckie.
Według danych na rok 1990 gminę zamieszkiwały 1652 osoby, a gęstość zaludnienia wynosiła 227 osób/km² (wśród 2290 gmin Akwitanii Bordes plasuje się na 254. miejscu pod względem liczby ludności, natomiast pod względem powierzchni na miejscu 1260.).